# Nils Olsson (arkitekt)
Nils Edvin Olsson, född 10 mars 1891 i Halmstad, död 21 september 1951 i Göteborg, var en svensk arkitekt främst verksam i Göteborg. 

## Biografi
Nils Olsson utbildade sig vid Tekniska elementarskolan i Malmö och därefter vid Polytechnikum i Strelitz i norra Tyskland 1908–1913. Som arkitekt verkade han i Göteborg, först som anställd hos Ernst Torulf och därefter under eget namn.
Efter att ha köpt in delar av Överås ägor initierade han Örgryte Trädgårdsstad i Bö som utbyggdes under 1920- och 1930-talen. Han utformade själv ungefär hälften av huset, däribland den egna villan Olsagården som placerades centralt i området. Under 1930–1940-talet utformade han sju av bostads- och affärshusen utefter Kungsportsavenyen. Kungsportsavenyen 29 var det första av dessa hus Olsson fick i uppdrag att rita och är ett tidigt exempel på funkishus på Avenyn. 
Nils Olsson belönades med en bronsmedalj vid konsttävlingarna vid Olympiska spelen i London 1948 för förslaget "3 ronder" som senare realiserades som Valhallabadet i Göteborg. Han är begravd på Örgryte nya kyrkogård.

## Verk i urval
- Kapellplatsen 2, 1915–1920
- Carl Skottsbergs Gata 12–20, 1919

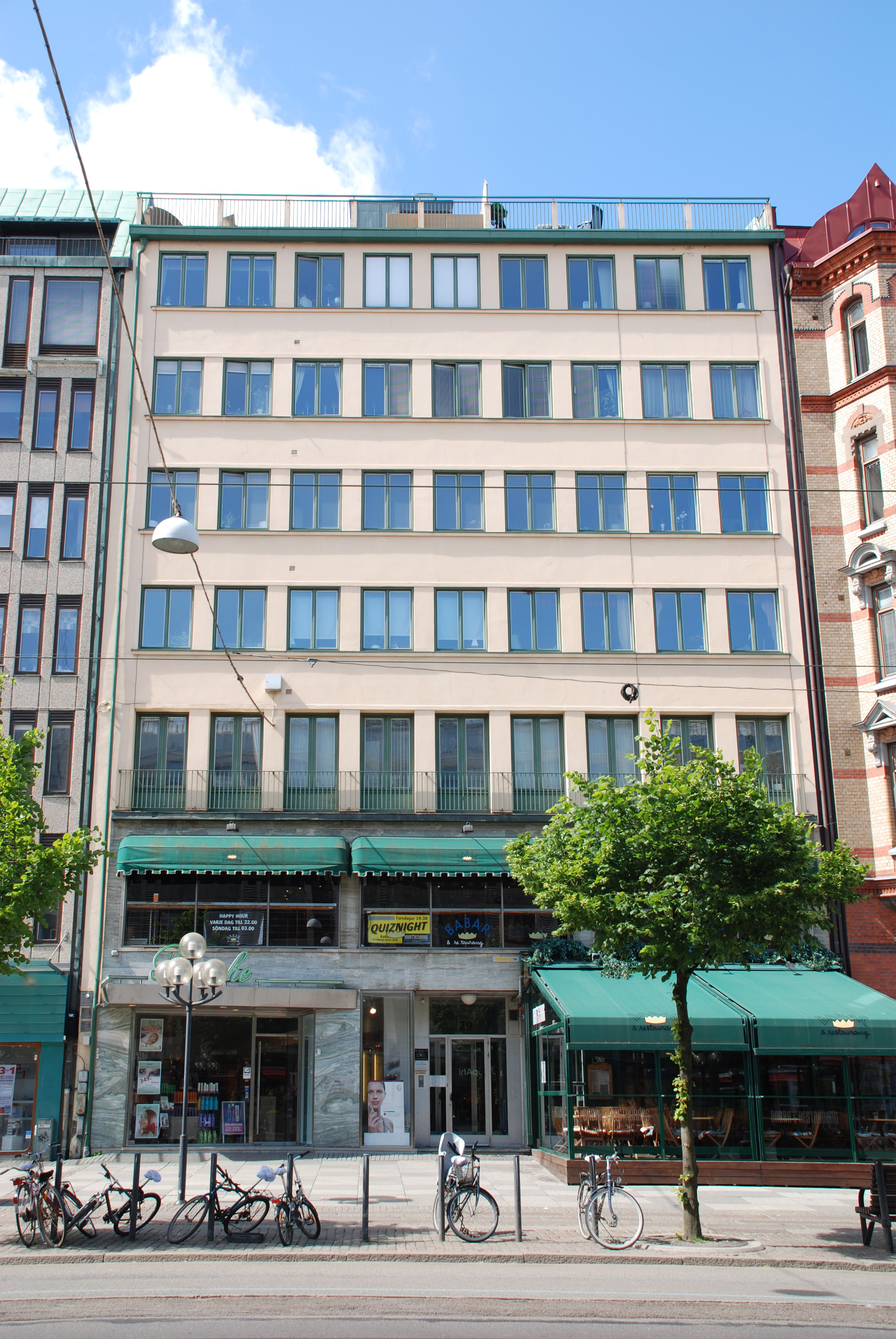
Kungsportsavenyen 29

- Villor, Vidkärrs trädgårdsstad, 1920-talet
- Villor, Örgryte trädgårdsstad, 1920-talet
- Villor, Överåsgatan, 1925–1929 (med Erik Friberger)
- Hvitfeldtsgatan 4, 1928
- Kungsgatan 5, 1928
- Luntantugatan 3 / Hvitfeldtsgatan 6, 1928
- Alfhemsgatan 5 / Olivedalsgatan 18, 1928–1930
- Alfhemsgatan 7 / Rosengatan 7, 1928–1930
- Olivedalsgatan 12–14, 1924–1929
- Kungsgatan 56 (ombyggnad), 1929
- Olivedalsgatan 20–22, 1928–1930
- Olivedalsgatan 28 / Vegagatan 54, 1928–1930
- Rosengatan 9, 1928–1930
- Vegagatan 56, 1928–1930
- Fjärde Långgatan 20, 1929
- Fjärde Långgatan 28, 1929
- Kungsgatan 46 / Kyrkogatan 21 med Biografen Victoria (ombyggnad), 1929–1935
- Fredsgatan 4 / Drottninggatan 50, 1930
- Kungsgatan 48 / Kyrkogatan 23, 1931
- Karlfeldtsgatan 2, 1931
- Gudmundsgatan 1–11 / Fabriksgatan 39–43 / Underåsgatan 2–24 / Åvägen 26–32 (kv 31 Neptun), 1931–1932 (med Erik Holmdal)
- Badhusgatan 5, 7 & 12-14, Norra Förstaden, Halmstad, 1933-34
- Badhusgatan 3 / Norra vägen 9, Norra Förstaden, Halmstad, 1933-34
- Bangatan 22, 1934
- Kungsportsavenyen 29, 1935
- Kungsportsavenyen 25 med Biografen Aveny, 1939
- Kungsportsavenyen 14 med  Biografen Spegeln, 1939
- Östra Hamngatan 5 / Klädpressaregatan 7, 1939
- Landsvägsgatan 36 (nuvarande 22) med Biografen Rio, 1940[6]
- Kungsportsavenyen 45 med Biografen Royal, 1940
- Stigbergstorget 1 / Karl Johansgatan 2-4, Biografen Kaparen, 1940
- Skanstorget 1 med Biografen Capitol, 1941
- Kungsportsavenyen 4, 1941
- Kungsportsavenyen 15, 1945
- Parkgatan 12, 1945
- Kungsportsavenyen 7, 1947
- Valhallagatan 3 med Valhallabadet, 1949
- Stora Badhusgatan 16 / Norra Liden 4, 1951

## Bilder

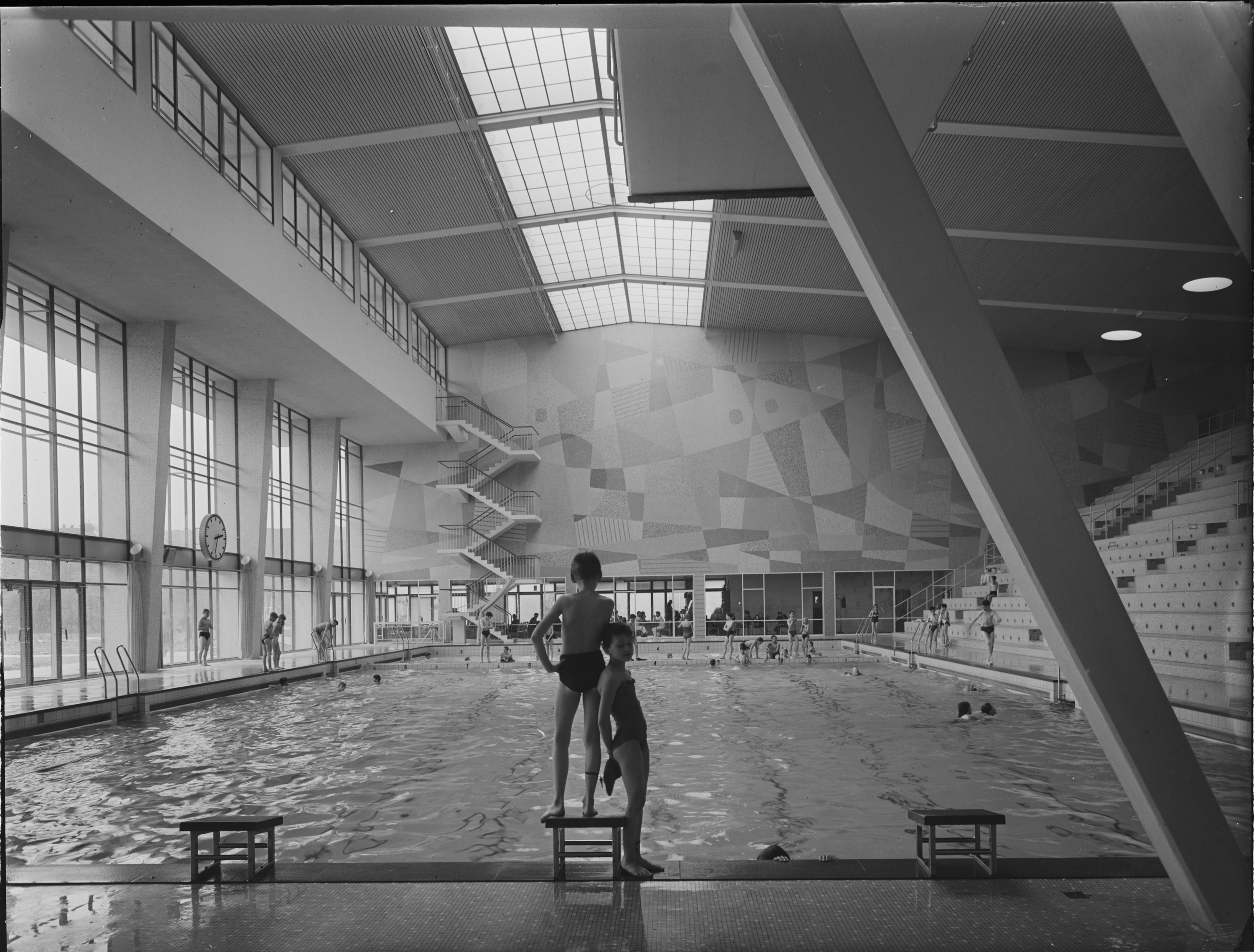
Valhallabadet 1958, Fotograf Sune Sundahl
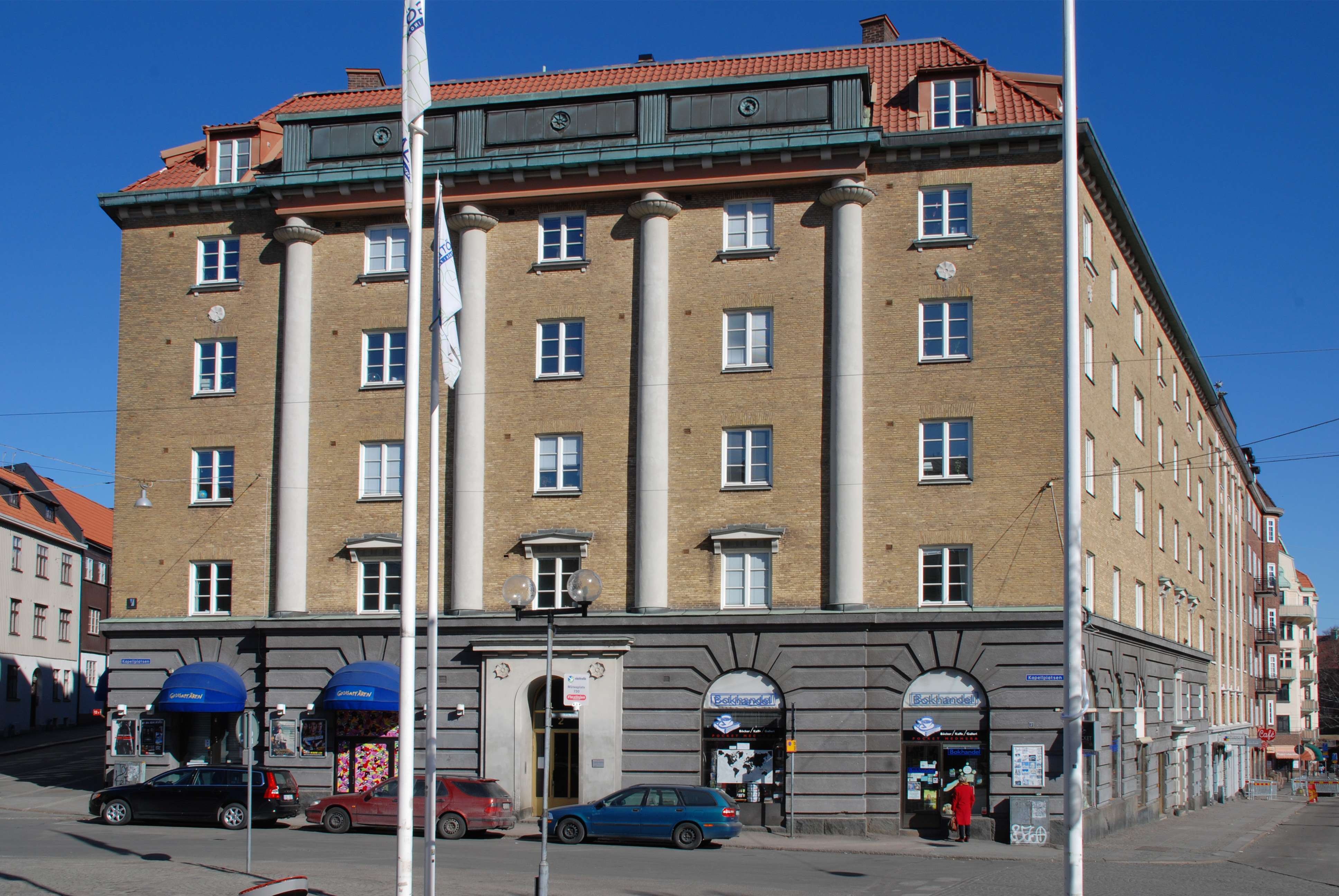
Kapellplatsen 2, Göteborg
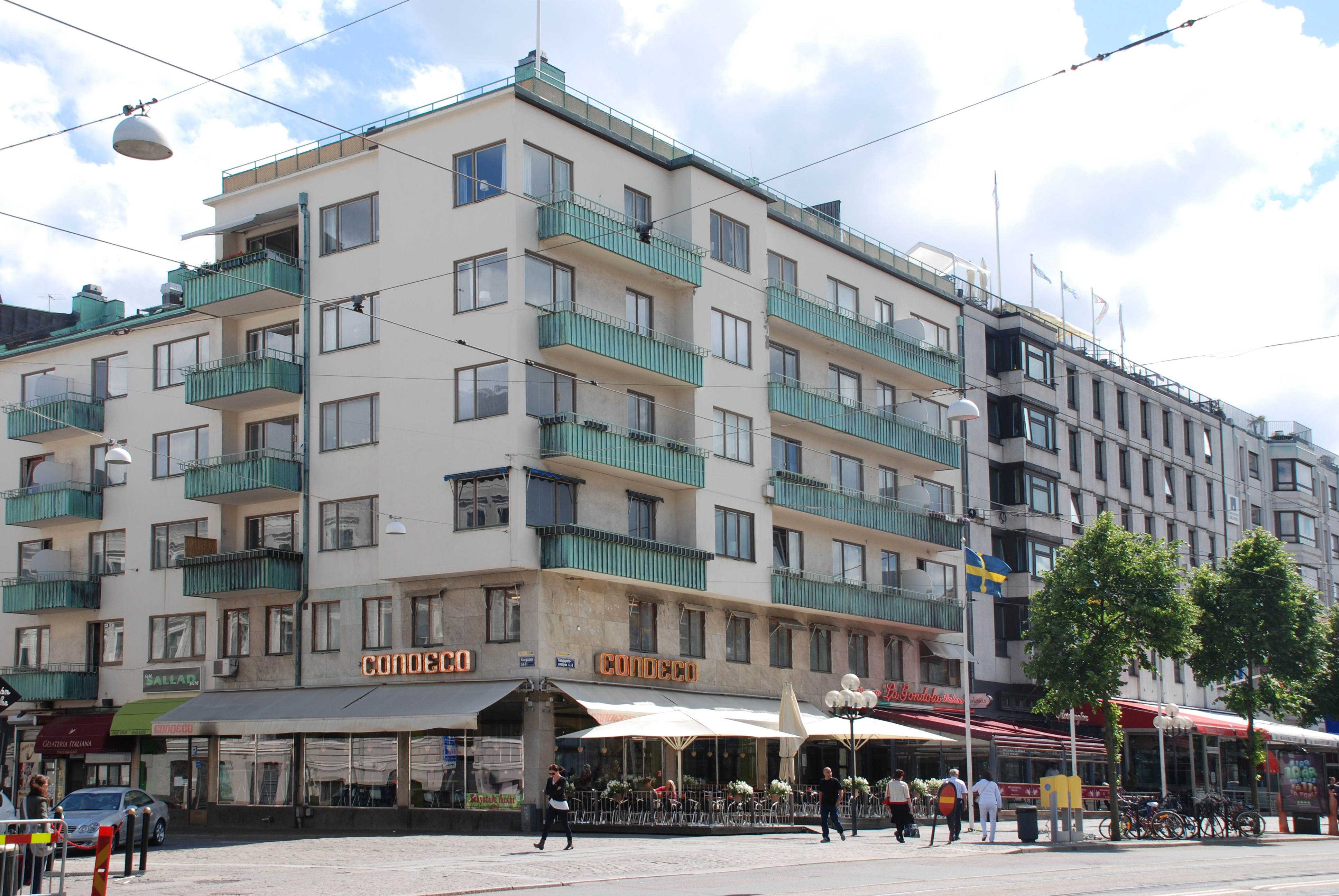
Kungsportsavenyen 4
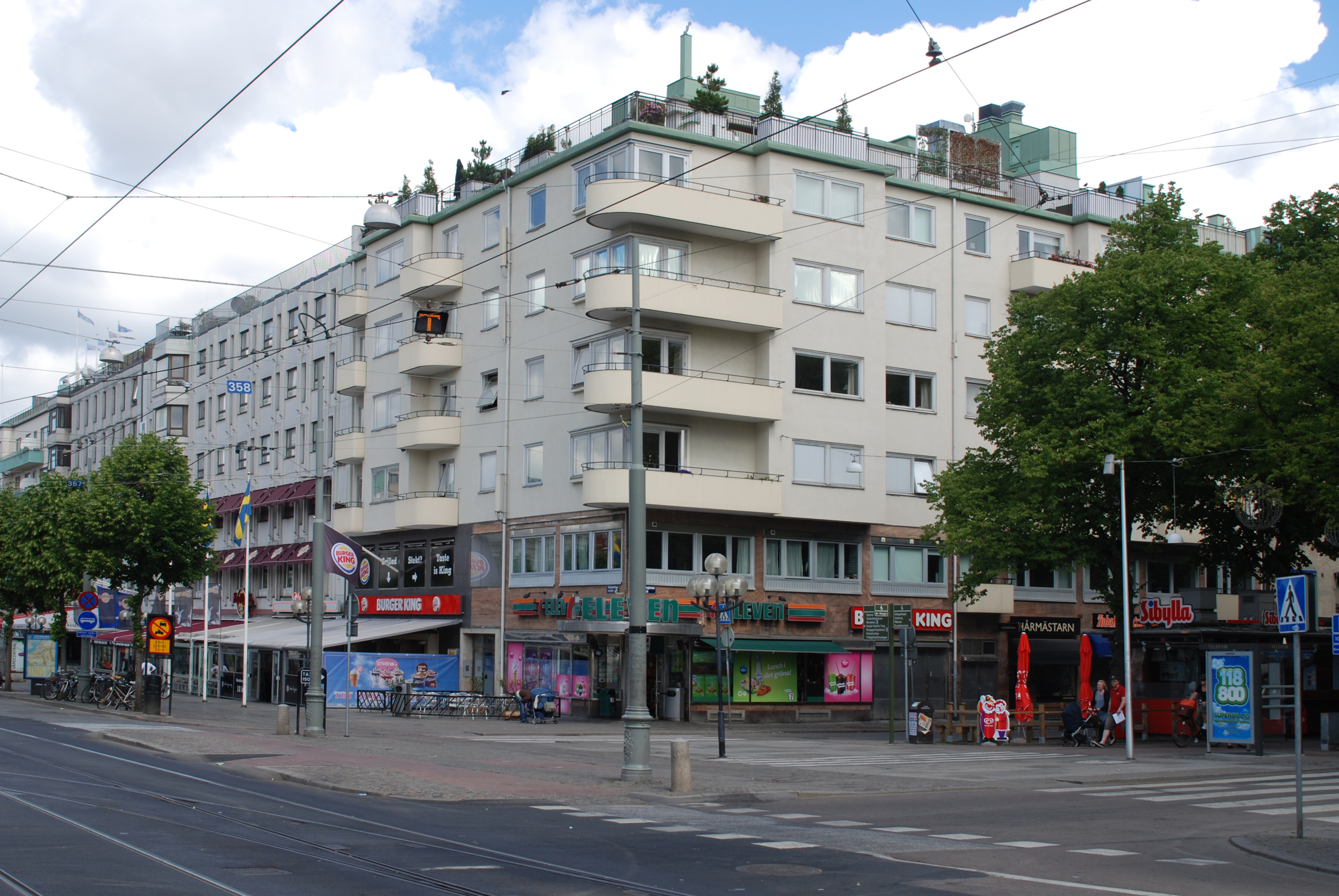
Kungsportsavenyen 14
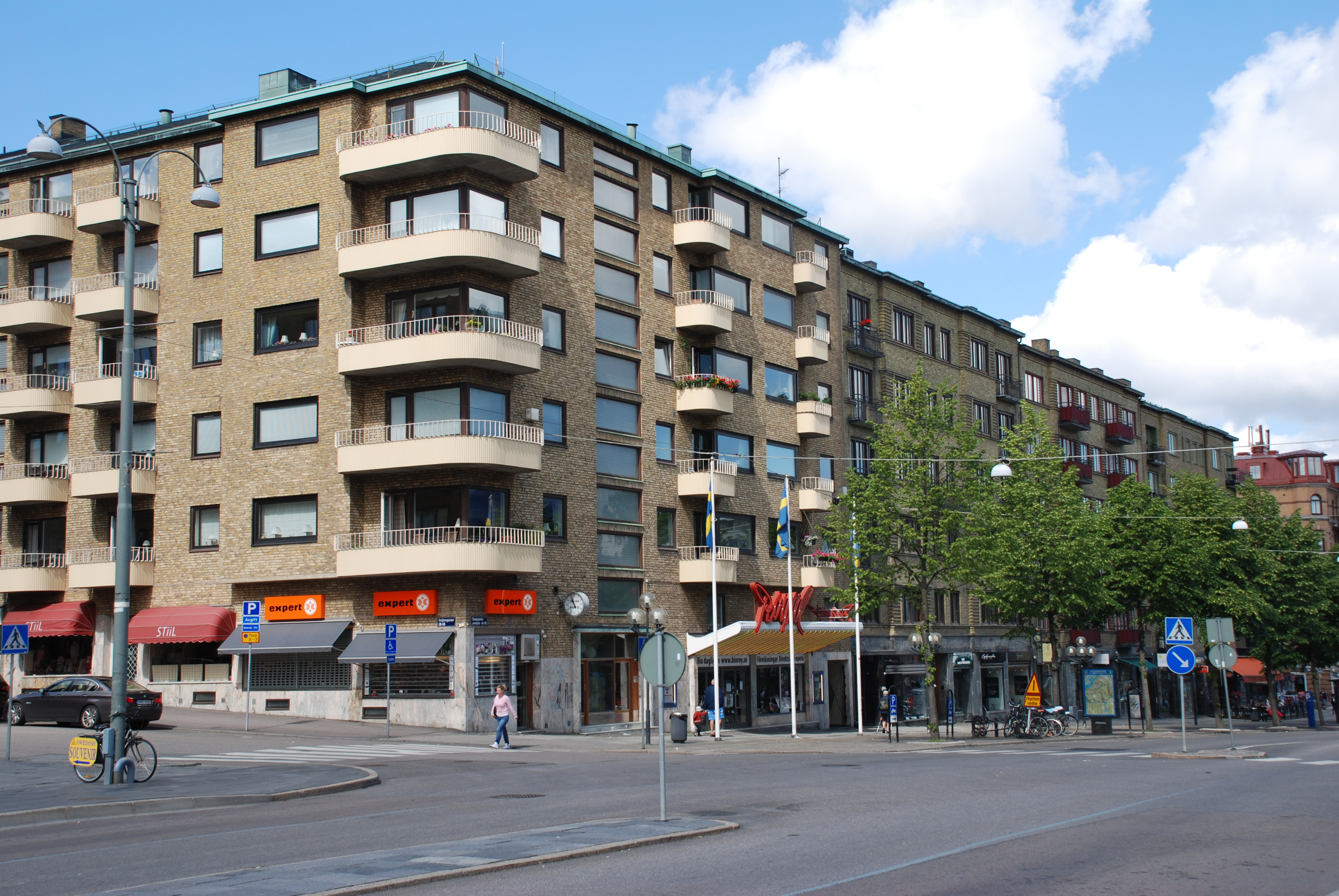
Kungsportsavenyen 45